# Nyctemera dinawa
Nyctemera dinawa là một loài bướm đêm thuộc phân họ Arctiinae, họ Erebidae.